# Feira da Mata
Feira da Mata is een gemeente in de Braziliaanse deelstaat Bahia. De gemeente telt 6.562 inwoners (schatting 2009).

## Aangrenzende gemeenten
De gemeente grenst aan Carinhanha, Cocos, Coribe, São Félix do Coribe, Serra do Ramalho en de deelstaat Minas Gerais.